# Max Weber (General)

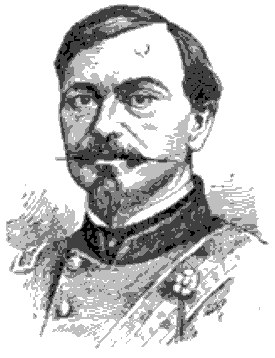
Max Weber

Maximilian "Max" Emil Weber (* 27. August 1824 in Achern; † 15. Juni 1901 in Brooklyn) war ein badisch-amerikanischer Offizier und Beamter sowie General der Nordstaaten im Sezessionskrieg.

## Leben

### Im Großherzogtum Baden
Weber wurde am 27. August 1824 in Achern im Großherzogtum Baden geboren. Er besuchte die Militärakademie Karlsruhe, schloss diese 1843 ab und wurde anschließend Leutnant in der Großherzoglich-Badischen Armee. Im Zuge der Badischen Revolution 1849 schloss er sich den Aufständischen an und diente in der von Franz Sigel angeführten Badischen Revolutionsarmee. Nachdem die Revolution durch Truppen des Deutschen Bundes niedergeschlagen worden war, emigrierte Weber in die Vereinigten Staaten.

### Der Sezessionskrieg
Weber ließ sich in New York nieder, wo er das Hotel Konstanz betrieb. Bei Beginn des Sezessionskrieges 1861 stellte er ein Freiwilligenregiment auf, das zunächst als Turner Rifles bezeichnet wurde, im Mai 1861 dann jedoch als 20. New York-Infanterie-Regiment in den Dienst des Staates New York aufgenommen wurde. Weber wurde als Oberst der erste Regimentskommandeur. Im August 1861 nahm das Regiment an einer amphibischen Expedition teil, die zur Einnahme von Fort Hatteras in North Carolina führte. Am 28. April 1862 wurde er zum Brigadegeneral befördert und führte eine Brigade im Wehrbereich Virginia und im VII. Korps, das in Südvirginia stationiert war.
Im September 1862 übernahm Weber eine Brigade im II. Korps der Potomac-Armee und führte diese in der Schlacht am Antietam. Weber konnte sich dabei in den Augen seines Vorgesetzten William H. French auszeichnen, der ihn in seinem offiziellen Bericht über die Schlacht hervorhob und lobte. Weber wurde dabei jedoch schwer verwundet, sein Arm blieb in der Folge gelähmt. Er konnte erst ab Ende 1863 wieder beschränkt Dienst tun und blieb zunächst in Washington, D.C.
Im April 1864 erhielt er das Kommando über die Reservedivision des Wehrbereichs West-Virginia, die in Harpers Ferry, West Virginia stationiert war. Befehlshaber des Wehrbereiches West-Virginia war Generalmajor Franz Sigel, der wie Weber aufgrund der badischen Revolution emigriert war. Sigel wurde am 15. Mai 1864 in der Schlacht bei New Market geschlagen und in der Folge als Befehlshaber des Wehrbereiches durch David Hunter ersetzt. Sigel übernahm das Kommando über die Reservedivision, Weber war zuständig für alle Truppen der Division, die zwischen dem Monocacy in Maryland und dem Sleepy Creek in West Virginia disloziert waren. Während General Jubal Earlys Offensive im Juli 1864 erhielt Weber das Kommando über die Verteidigungstruppen in Harpers Ferry. Weber sah sich gezwungen, die Stadt zu räumen, konnte aber unterstützt durch Sigel eine neue Linie auf den Maryland Heights östlich der Stadt errichten und blockierte dadurch den direkten Weg nach Washington.
Weber führte bis Oktober 1864 die US-Truppen in Maryland. Am 13. März 1865 schied er aus dem Dienst aus und wurde am selben Tag zum Brevet-Generalmajor ernannt. Diese Ernennung wurde aber offenbar nicht vom Senat bestätigt.

### Nach dem Krieg
Weber blieb auch nach dem Ende seiner Laufbahn im US-Heer in Diensten der Vereinigten Staaten: Er wurde zunächst amerikanischer Konsul in Nantes. Anschließend arbeitete er von 1870 bis 1872 als Steuereinschätzer in New York, Präsident Ulysses S. Grant ernannte ihn daraufhin zum Steuereinnehmer für New York. Diese Stellung bekleidete Weber, bis er 1883 in den Ruhestand ging. Er starb am 15. Juni 1901 in Brooklyn und wurde auf dem dortigen Parkfriedhof (The Evergreens Cemetery) beigesetzt.